# Neopromachus celebensis
Neopromachus celebensis är en insektsart som beskrevs av Günther 1935. Neopromachus celebensis ingår i släktet Neopromachus och familjen Phasmatidae. Inga underarter finns listade i Catalogue of Life.